# Meerdimensionaal
Meerdimensionaal of multidimensionaal is alles wat meer dan een dimensie heeft. Objecten en voorwerpen in de alledaagse ruimte hebben drie dimensies: een lengte, breedte en hoogte of diepte. Deze zijn, behalve in naam, volkomen gelijkwaardig. Een punt heeft in de wiskunde geen afmetingen, dus nul dimensies, een lijn is eendimensionaal, een vlak heeft twee dimensies en voorwerpen in de ruimte om ons heen drie.
De tijd wordt weleens de vierde dimensie genoemd. De algemene relativiteitstheorie beschrijft de ruimte als een onderdeel van de vierdimensionale ruimtetijd. Sommige theorieën voor het verenigen van de zwaartekracht en de kwantummechanica vereisen niet minder dan elf of twaalf dimensies om de werkelijkheid te beschrijven. De voor ons onwaarneembare dimensies zouden daarin tot een punt zijn opgerold.
Het is niet altijd nodig om de dimensies te kunnen voorstellen als hoogte-breedte-diepte. Een meervoudige dimensie is strikt wiskundig een plaats binnen een verzameling van verzamelingen. Een voorbeeld zou kunnen zijn: de eigenschappen van een voorwerp zoals gewicht, oppervlak, kleur en aantal gaten. Dit voorbeeld heeft dan vier dimensies. Door het meten van deze vier dimensies en te vergelijken met referentie-artikelen, zou kunnen worden bepaald welk artikel men bedoelt.